# Pydna-Kolindrós
Pydna-Kolindrós (griego: Πύδνα-Κολινδρός) es un municipio de la República Helénica perteneciente a la unidad periférica de Piería de la periferia de Macedonia Central. Su capital es la villa de Aiginio.
El municipio se formó en 2011 mediante la fusión de los antiguos municipios de Aiginio, Kolindrós, Metone y Pidna, que pasaron a ser unidades municipales. El municipio tiene un área de 339,52 km².
En 2011 el municipio tiene 15 179 habitantes, de los cuales 4869 viven en la unidad municipal de Aiginio, que es la más poblada de las cuatro.
Se ubica en la parte septentrional de la unidad periférica, unos 40 km al suroeste de Salónica.